# محمد رضا الحكيمي (الكربلائي)
الشيخ محمد رضا الحكيمي (1931 - 1992) هو رجل دين وخطيب حسيني ومؤلِّف وشاعر شيعي عراقي، له العديد من المؤلَّفات المطبوعة والمخطوطة في القرآن والتاريخ والفقه والأدب والشعر.

## حياته
ولد في مدينة كربلاء عام 1358 هـ (1937 م)، ودرس العلوم الدينية في الحوزة العلمية بمدينة كربلاء. دخل مجال الخطابة الحسينية عام 1380 هـ ، عاش فترةً في الكويت ومارس الخطابة في العديد من مساجدها وحسينياتها.

## مؤلفاته
- فوائد العبادة.
- القرآن دراسة عامة.
- القرآن يواكب الدهر.
- القرآن علومه وتاريخه.
- القرآن والعلوم الكونية.
- القرآن ثوابه وخواصه.
- القرآن محور العلوم.
- القرآن يسبق العلم الحديث.
- سلوني قبل أن تفقدوني. كتاب عن سيرة علي بن أبي طالب، يقع في جزئين، واسم الكتاب  ”سلوني قبل أن تفقدوني“ مقتبس من مقولة مشهورة لعلي بن أبي طالب.[2]
- تاريخ العلماء عبر العصور المختلفة.
- أعيان النساء عبر العصور المختلفة.
- شرح الخطبة الشقشقية. هو شرح على الخطبة الشقشقية التي تُنسَب لعلي بن أبي طالب، وقد وردت هذه الخطبة في نهج البلاغة.
- علي مع القرآن.
- لولا السنتان لهلك النعمان. كتاب حول مناظرات جعفر الصادق مع معاصره أبي حنيفة (إمام المذهب الحنفي)، وقد أورد فيه أيضاً مناظرات سبعة من تلامذة الصادق مع أبي حنيفة.
- أذكياء الأطباء.

- بداية الفرق ونهاية الملوك.
- ابن سينا عبقريٌّ يتيم وتاريخٌ حافل.
- حياة أولي النهى الإمام التاسع محمد الجواد. وهو آخر ما طبع في حياة المؤلف ويتناول حياة محمد بن علي الجواد.
- حياة أولي النهى الإمام العاشر علي الهادي. يتناول الكتاب حياة علي بن محمد الهادي وسيرته.
- حياة أولي النهى الإمام الحادي عشر الحسن العسكري. يتناول الكتاب حياة الحسن بن علي العسكري وسيرته.
- الإمام المنتظر أمل المعصومين الأطهار.
- المختصر في الإمام المنتظر.
- التقية وموقف الإنسان منها.
- المتعة في الإسلام والقرآن.
- محمد والقرآن.
- فاطمة والقرآن.
- الأئمة عليهم في القرآن.
- حديقة الشعراء. ديوان شعر، أورد فيه شعره حول النبي محمد وعلي بن أبي طالب وفاطمة الزهراء والحسن والحسين.
- موسوعة حول الذكاء والأذكياء من مختلف الطبقات من العلماء والفقهاء والخطباء والأدباء والشعراء والملوك والوزراء وغيرهم.[3]